# Carrillo (historietista)
Antonio Pérez-García y Carrillo, quien firma como Carrillo (apellido de su abuela paterna), es un historietista español, nacido en Málaga el 19 de julio de 1931, destacado por sus historietas de aventuras exóticas en los Mares del Sur y sus espectaculares mujeres, que se han publicado en numerosos países.

## Biografía

### Primeros años (1931-51)
En el colegio, Antonio Pérez-García se mostró como un ávido lector de tebeos como "Aventurero" y "Leyendas".
Durante la Guerra Civil, toda la familia hubo de emigrar a Valencia, Barcelona y finalmente a Francia, debido al cargo republicano de su padre. Sin este último, volvieron a Málaga a finales de 1939.
En 1945 su padre se les une en Madrid, donde el joven Antonio compatibilizó el Bachillerato con un curso de Anatomía Artística en la escuela de Bellas Artes, a pesar de la oposición paterna. También copió abundantemente, como aprendizaje, a Alex Raymond y Emilio Freixas.

### Inicios profesionales (1952-55)
Con poco más de 20 años, ya con el seudónimo de Carrillo, consiguió publicar a través de diversas editoriales madrileñas de la época: Las revistas Diez Minutos y sus propios Cuadernos Ilustrados de Sucesos de Gráficas Espejo (1952-53); Chicos de Ediciones Cid, para la que creará El Capitán Pantera (1954), y Las aventuras del FBI de la Editorial Rollán, donde en 1955 sustituye a Luis Bermejo. También contacta con la agencia Histograf y contrae matrimonio.

### Lafaceta romántica(1956-1967)
Tras conseguir un contrato con Editorial Bruguera, Carrillo se traslada a Barcelona, dedicándose a la producción de series como Martita y su papuchi o Las Chicas de Carrillo en revistas juveniles femeninas como Sissi o picantes como Can Can. Colabora también en Claro de Luna de Iberomundial de Ediciones en 1959 y Muchachas y Selecciones  Juveniles Femeninos de Editorial Maga en 1960, además de dedicarse al mercado agencial a través de Selecciones Ilustradas y Bardon Art. Excepcionalmente, también cultivó el género políciaco en las colecciones Brigada Secreta y Espionaje de la Editorial Toray entre 1963 y 1965.

### El regreso a la aventura (1968-82)
A finales de los 60, Carrillo puede volver a dibujar series de aventuras con guiones propios, tanto para Bruguera como para otras editoriales: Doc Foran el Africano (1968), Sambhur (1969) y El Tiburón (1970) para Gaceta Junior, Rex de los mares del Sur (1971), El Javanés (1971), Gora Gopal (1972) y Mares de China (1976). También adapta novelas clásicas de aventuras para la serie Joyas Literarias Juveniles de Bruguera entre 1971 y 1974.

### Versiones cómicas (1983-89)
Si bien desde 1973 venía desarrollando la serie cómica infantil Los casos de Ching Chong con el guionista Jaume Ribera, será a partir de 1983 cuando Carrillo se decante definitivamente por este estilo, adaptando al mismo El Capitán Pantera para Super Mortadelo y creando Kala Bacín de Damasco para Zipi y Zape. Publicó, además, el libro Aprende a dibujar cómics (D.S. Editors, 1987), ampliado en 1990 bajo el título El dibujo de humor es cosa seria (Ediciones B).

### Últimos años (1990-)
En los últimos años, Carrillo se ha dedicado fundamentalmente a dibujar cómics para la factoría Disney. Ha publicado, además, otro libro sobre la técnica del medio: Como dibujar chicas (Editorial Martínez Roca, 1998).

## Estilo
Carrillo destaca, entre todos los dibujantes de su generación, por su vocación cinematográfica y su fidelidad a un género concreto: la aventura en marcos exóticos.

## Obra
| Años | Título                                                                                                   | Guionista           | Tipo                      | Publicación                      |
| ---- | --- | ------------------- | ------------------------- | -------------------------------- |
| 1953 | Cuadernos Ilustrados de Sucesos                                                                          | Carrillo            | Serie                     | Gráficas Espejo                  |
| 1954 | Los Filibusteros                                                                                         | Carrillo            | Historieta autoconclusiva | Chicos 3ª época, nº 6            |
| 1954 | El Capitán Pantera                                                                                       | Carrillo            | Serie                     | Chicos 3ª época, nº 10-16, 19-20 |
| 1955 | Aventuras del FBI núm. 98, 102, 103, 105, 107-111, 117, 123-124, 126-127, 129-130, 133-136, 138, 141-142 | VV. AA.             | Serial                    | Editorial Rollán                 |
| 1958 | Las chicas de Carrillo                                                                                   | Carrillo            | Humor gráfico             | Can Can 0-52, 74-83              |
| 1958 | Martita y su Papuchi                                                                                     | Armando Matías Guiu | Historieta cómica         | Selecciones de Humor de El DDT   |
| 1961 | La plaga                                                                                                 |                     | Historieta autoconclusiva | Claro de Luna 93                 |
| 1961 | O sole mio                                                                                               |                     | Historieta autoconclusiva | Claro de Luna 95                 |
| 1968 | Doc Foran, el Africano                                                                                   | Carrillo            | Serie                     | Bravo                            |
| 1969 | Shambur                                                                                                  | Antonio A. Arias    | Serie                     | Gaceta Junior                    |
| 1972 | Gora Gopal                                                                                               | Almiral             | Serie                     |                                  |
| 1973 | Los casos de Chin Chong                                                                                  | Jaume Ribera        | Serie                     | Super Mortadelo                  |
| 1974 | Isla loca                                                                                                | Carrillo            | Cuaderno monográfico      | Chito extra                      |
| 1975 | Capitán Taoro                                                                                            | Carrillo            | Cuaderno monográfico      | Chito extra                      |
| 1985 | Los Mercenarios                                                                                          | Carrillo            | Serie                     | Super Mortadelo y Super Sacarino |